# Sinchon (stacja kolejowa)
Sinchon (kor: 신촌역) – stacja kolejowa w Seulu, w Korei Południowej. Znajduje się na linii Gyeongui.